# هانا هيكل
هانا أحمد هيكل (23 يوليو 2002)، هي سباحة مصرية. لاعبة فريق السباحة التوقيعية بنادى الصيد. ستشارك في منافسات السباحة التوقيعة في الألعاب الأولمبية الصيفية 2020.

## الحياة المهنية
حصلت هانا هيكل على ذهبية بطولة الفردى سيدات في بطولة الجمهورية عام 2017، وحصلت مع حبيبه أيمن عاطف على ذهبية بطولة الزوجي السيدات في ذات البطولة.